# مارجريت ترافولتا
مارجريت ترافولتا (بالإنجليزية: Margaret Travolta)‏ هي ممثلة أمريكية، ولدت في 31 ديسمبر 1969 في الولايات المتحدة.

## أعمال

### أفلام
- (2002) أمسكني لو استطعت[4]
- (2003) بسيك[5]
- (2006) قلوب وحيدة[6]
- (2006) مقبول[7]
- (2007) أوشن 13[8]
- (2007) الخنازير البرية[9]

## وصلات خارجية
- مارجريت ترافولتا على موقع IMDb (الإنجليزية)
- مارجريت ترافولتا على موقع ألو سيني (الفرنسية)
- مارجريت ترافولتا على موقع أول موفي (الإنجليزية)
- مارجريت ترافولتا على موقع قاعدة بيانات الأفلام السويدية (السويدية)
- مارجريت ترافولتا على موقع قاعدة بيانات الفيلم (الإنجليزية)
- مارجريت ترافولتا على موقع كينوبويسك (الروسية)